# Eygues
De Eygues is een rivier in het zuidoosten van Frankrijk, en stroomt door de departementen Drôme, Alpes-de-Haute-Provence, en de Vaucluse. Het is een zijtak van de Rhône. De Eygues ligt ook in de door deze rivier uitgesleten Gorges de Saint-May die ongeveer vanaf Sahune tot aan Rémuzat loopt.
In de Vaucluse (vanaf Nyons tot de monding in de Rhône) wordt de rivier Aigues genoemd.
De naam Eygues of Aigues komt van het Occitaanse aiga of het Provençaalse aïgo mwt de betekenis water. Vergelijk het Latijnse aqua met dezelfde betekenis.

## Zijtakken
- de Esclate
- de Armalauze
- de Oule
- de Ennuyé
- de Rieu
- de Rieu Sec
- de Bentrix
- de Lauzon

- Bibliothèque nationale de France: cb11949274z (data)
- Système universitaire de documentation: 027455467
- Virtual International Authority File: 12144647646716685111